# Jules Coutan

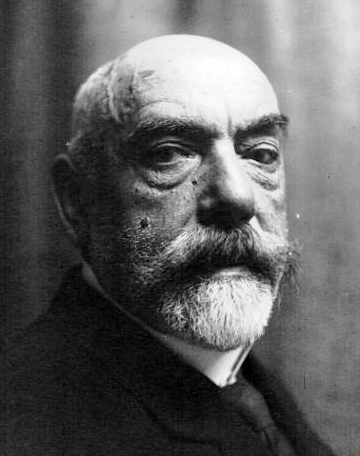
Jules Coutan, 1923

Jules Alexis Coutan, genannt Jules Félix Coutan (* 22. September 1848 in Paris; † 23. Februar 1939 ebenda) war ein französischer Bildhauer.

## Leben
Coutan kam in politisch unsicheren Zeiten (→Februarrevolution 1848) zur Welt und verbrachte seine Kindheit in sehr einfachen Verhältnissen. Bereits da wurde seine künstlerische Veranlagung erkannt und gefördert und 1868 konnte Coutan an der École des Beaux-Arts studieren und war dort u. a. Schüler von Pierre-Jules Cavelier. Ab dieser Zeit nannte er sich (und signierte manchmal mit) Félix Coutan.
Bald wurde Coutan eingeladen, an den jährlichen Ausstellungen der Kunstakademie teilzunehmen. 1872 wurde sein Werk „Ajax bravant les dieux et foudroyé“ mit dem Prix de Rome ausgezeichnet. Der Preis war mit einem großzügigen Stipendium verbunden, das ihm einen dreijährigen Aufenthalt in Rom ermöglichte. Vom Frühjahr des darauffolgenden Jahres bis Sommer 1876 konnte er sich dort in der Villa Medici aufhalten und wurde von der Académie de France à Rome betreut.
Im Herbst 1876 traf Coutan wieder in seiner Heimatstadt ein. Einige Jahre arbeitete er allein in einem eigenen Atelier. Ab 1885 interessierte er sich für Porzellan und experimentierte mit der Pâte-sur-Pâte-Malerei. Er gab sein Atelier auf und begann für die Manufacture royale de porcelaine de Sèvres zu arbeiten. 1891 wurde Coutan auch ihr künstlerischer Leiter.
Als man Coutan 1894 einen Lehrauftrag an der École des Beaux-Arts anbot, kündigte er in Sèvres und widmete sich nur noch seiner neuen Aufgabe. Als solcher nahm er regelmäßig an den offiziellen Ausstellungen des Salon des peintres français teil. Im Herbst 1900 wurde Coutan auf Vorschlag von Gustave Larroumet ohne Gegenstimme als Nachfolger des verstorbenen Alexandre Falguière in die Académie des Beaux-Arts aufgenommen. 1920 wurde er assoziiertes Mitglied der Académie royale des Sciences, des Lettres et des Beaux-Arts de Belgique.
Mit über neunzig Jahren starb Coutan 1939 in Paris und fand dort auch seine letzte Ruhestätte.

## Ehrungen
- 1872 Prix de Rome für Ajax bravant les dieu et foudroyé.
- 11. Juli 1885 Ritter der Ehrenlegion[2]
- 13. Juli 1889 Offizier der Ehrenlegion
- 1889 Goldmedaille auf der Weltausstellung in Paris für die Gestaltung eines Brunnens
- 1900 Grosser Preis auf der Weltausstellung in Paris

## Werke (Auswahl)
- Statue Ajax bravant les Dieux et foudroyé. 1872.
- Brunnen Fontain du progrès. 1889 (In Zusammenarbeit mit Joseph Bouvard, der diesen elektrisch beleuchtete).
- Skulpturengruppe The gloy of commerce für den Bahnhof Grand Central Terminal
- Statue La France de la Renaissance für den Pont Alexandre III
- Büste von Georges-Eugène Haussmann für dessen Grab am Friedhof Père-Lachaise
- Kriegerdenkmal Monument commémoratif aux soldats de la Vienne morts durant de la guerre de 1870 für Poitiers (Département Vienne) 1895 (Square de la république, Rue Magenta).
- Grabmal für Louis Herbette auf dem Cimetière de Montmartre
- Grabmal für Jean-Charles Alphand auf dem Friedhof Père Lachaise
- Statuen La science und Le travail für den Pont de Bir-Hakeim

## Schüler (Auswahl)
- Lucien Alliot (1877–1967)
- Jean Dominique Aubiné (1888–1977)
- Louis Bate (1898–1948)
- Aimé-Gustave Blaise (1877–1961)
- Joseph Brummer (1883–1947)
- Jean-Marie Camus (1877–1955)
- Raymond Delamarre (1890–1986)
- Gabriel Forestier (1889–1969)
- Marcel Gaumont (1880–1962)
- Aimé-Carole Gombaut
- Hippolyte Lefèbvre (1863–1935)
- Louis Legyue (1905–1992)
- Léon-Eugène Longepied (1849–1888)
- Charles Maillard (1876–1973)
- Jules-Michel Menant (1880–1915)
- Mahmoud Mokhtar (1891–1934)
- Ernest Morenas (1904–2003)
- Victor Nicolas (1906–1976)
- João Zaco Paraná (1884–1961)
- Eugène Piron (1875–1928)
- Charles-Henri Pourquet (1877–1943)
- Gilbert Privat (1892–1969)
- Paul Roussel (1867–1928)
- Honoré Sausse (1891–1936)
- Alphonse Terroir (1875–1955)
- Pierre Turin (1891–1968)
- Rogelio Yrurtia (1879–1950)